# 5743 Kato
5743 Kato è un asteroide della fascia principale. Scoperto nel 1990, presenta un'orbita caratterizzata da un semiasse maggiore pari a 2,2354726 UA e da un'eccentricità di 0,1022156, inclinata di 3,05225° rispetto all'eclittica.